# 迪亞德馬

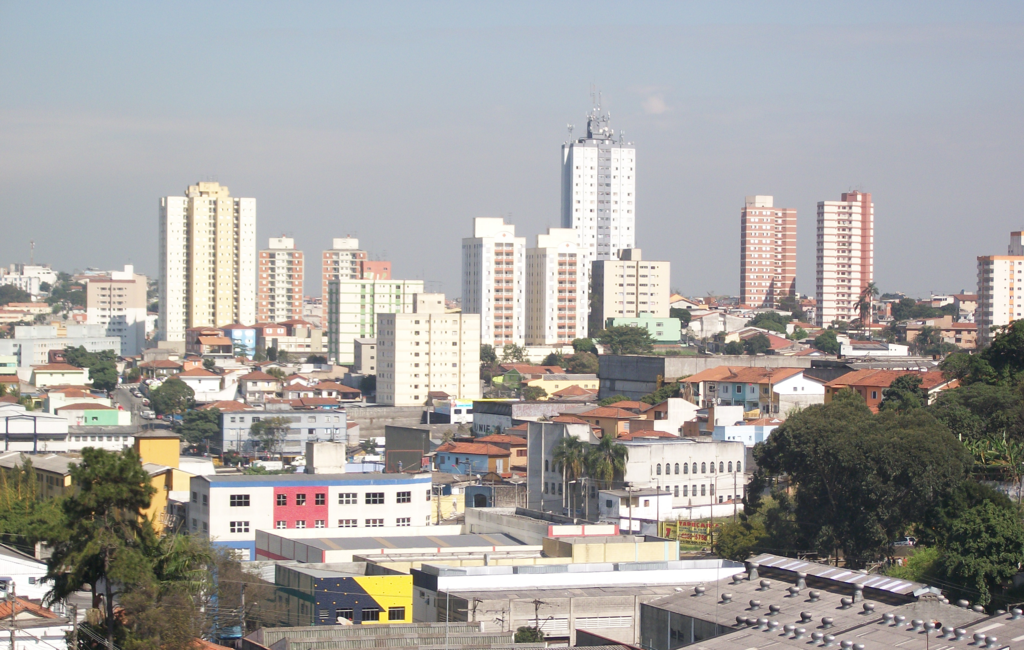
迪亞德馬

迪亞德馬（葡萄牙語：Diadema）是巴西的城市，位於該國東南部，距離聖保羅17公里，由聖保羅州負責管轄，面積30.7平方公里，海拔高度780公尺，受亞熱帶氣候影響，每年平均降雨量1,756.6毫米，2006年人口395,333。

## 外部連結
- （葡萄牙文） Diadema Official Site （页面存档备份，存于）
- Santos FC （页面存档备份，存于）